# Lats
Lats (Ls - Latvijas lats) var den valuta som användes i Lettland från och med 1992 till och med den 31 december 2013, då den ersattes av euron. Valutakoden var LVL. 1 Lats (pluralform lati) = 100 santīmu (singularform santīms).
Valutan infördes 1922 och ersatte den tidigare lettiska rublis som infördes 1918. Valutan gällde fram till den  sovjetiska ockupationen 1940. Lats återinfördes i oktober 1992.
Valutan var bunden till euron sedan 2005 genom Europeiska växelkursmekanismen.

## Användning
Valutan gavs ut av Latvijas Banka - LB som grundades 1922 och var i arbete fram till 1940. LB nygrundades 1993 och har huvudkontor i Riga.
Lettland övergick till euro från och med den 1 januari 2014.

## Valörer
- mynt: 1 Lats och 2 Lati
- underenhet: 1, 2, 5, 10, 20 och 50 santīmu
- sedlar: 5, 10, 20, 50, 100 och 500 LVL